# Eremophila crenulata
Eremophila crenulata är en flenörtsväxtart som beskrevs av Chinnock. Eremophila crenulata ingår i släktet Eremophila och familjen flenörtsväxter. Inga underarter finns listade i Catalogue of Life.